# Нарта (Дрясличень)
«Нарта СШ Дрясличень» (рум. Narta ȘS Drăsliceni)  — молдовський жіночий футбольний клуб з селища Дрясличень.

## Історія
З чотирма чемпіонськими титулами та національними кубками — найтитулованіший жіночий клуб Молдови. Починаючи з сезону 2005/06 років по сезон 2008/09 років «Нарта» вигравала вищий дивізіон чемпіонат України. Вони також домінували в кубку. Про подальшу долю клубу дані відсутні.

## Досягнення
- Вища ліга Молдови
  -  Чемпіон (6): 2005/06, 2006/07, 2007/08, 2008/09

- Кубок Молдови
  -  Володар (4): 2006, 2007, 2008, 2009

## Статистика виступів у єврокубках
|                    |                    |                     |      |  |  |
| Кубок УЄФА 2006/07 | Група 9 у Правеці  | НСА (Софія)         | 1:3  |  |  |
|                    |                    | «Гемрюкчу» (Баку)   | 2:1  |  |  |
|                    |                    | «Феміна»            | 0:7  |  |  |
|                    |                    |                     |      |  |  |
| Кубок УЄФА 2007/08 | Група 9 у Кишиневі | БІІК-Казигурт       | 0:5  |  |  |
|                    |                    | Феміна              | 0:2  |  |  |
|                    |                    | Руслан-93           | 3:1  |  |  |
|                    |                    |                     |      |  |  |
| Кубок УЄФА 2008/09 | Група 2 у Ниша     | «Машинац ПЗП» (Ниш) | 1:15 |  |  |
|                    |                    | «АЗ Алкмаар»        | 0:7  |  |  |
|                    |                    | «Глазгоу Сіті»      | 0:11 |  |  |